# Manuel María Ponce
Manuel María Ponce (ur. 8 grudnia 1882 w Fresnillo (Zacatecas), zm. 24 kwietnia 1948 w Meksyku) – meksykański kompozytor, pianista, pedagog i badacz folkloru.

## Życie
Manuel María Ponce urodził się w Fresnillo w stanie Zacatecas, ale dorastał w Aguascalientes. Zajmował się kompozycją i krytyką muzyczną. Był także aktywny jako pianista i organista. Osiągnięcia pianistyczne otworzyły mu drogę do stypendiów europejskich, dzięki którym studiował w latach 1904-1908 w Bolonii i Berlinie. Pozostał wierny Meksykowi i jego kulturze mimo wieloletnich zagranicznych wyjazdów, także w latach późniejszych (w latach 1915–1917 mieszkał w Hawanie, a w latach 1925–1933 w Paryżu, gdzie studiował u Paula Dukasa). Po powrocie z Hawany został dyrygentem orkiestry państwowej. Przez pewien czas pełnił funkcję dyrektora stołecznego konserwatorium Conservatorio Nacional de Música. Był także założycielem i wykładowcą w katedrze muzyki ludowej na uniwersytecie w Meksyku. Zmarł 24 kwietnia 1948 w mieście Meksyk.
Był żonaty ze śpiewaczką Clemą Maurel.

## Twórczość
Ponce uchodzi za głównego przedstawiciela neoromantycznego nurtu narodowego w muzyce meksykańskiej.
Wśród jego kompozycji wyróżniają się trzy koncerty na instrument solowy i orkiestrę: fortepianowy Concierto romantico na fortepian z 1910 (premiera w 1912, z kompozytorem przy fortepianie), najbardziej znany Concierto del Sur z 1941, napisany dla wirtuoza gitary, Andrésa Segovii oraz koncert skrzypcowy z 1942 albo 1943, w stylu zbliżonym do dzieł Béli Bartóka, Bohuslava Martinů i Siergieja Prokofiewa. Ponce skomponował również liczne utwory m.in. na fortepian solo, gitarę i zespoły kameralne. Spośród pieśni do dziś popularna jest Estrellita z roku 1914.

## Wybór dzieł[2]

### Dzieła orkiestrowe
- Cuadros nocturnos (1912)
- Estampas nocturnas (1923)
- Chapultupec (1934)
- Suite en estilo antiguo (1935)
- Ferial (1940)

### Koncerty
- Koncert na fortepian i orkiestrę Concierto romantico (1910)
- Concierto del sur na gitarę i orkiestrę (1941)
- Koncert na skrzypce i orkiestrę (1942 albo 1943)

### Pozostałe
- utwory fortepianowe
- utwory kameralne
- pieśni na głos i orkiestrę lub fortepian